# Complejo de lanzamiento espacial 40 de Cabo Cañaveral
El complejo de lanzamiento espacial 40 (SLC-40), a veces denominado "Slick Forty", es una plataforma de lanzamiento ubicada en la Estación de la Fuerza Espacial de Cabo Cañaveral En Florida.Inicialmente se inauguró como Complejo De Lanzamiento 40 (LC-40) y fue utilizado por la Fuerza Aérea de los Estados Unidos para 55 lanzamientos de cohetes de la familia Titan entre 1965 y 2005. En 2007, SpaceX adquirió un contrato de arrendamiento para el SLC-40 y desde entonces ha transformado el complejo en un sitio de lanzamiento de gran volumen para el cohete Falcon 9.A partir de marzo de 2025, la plataforma ha albergado más de 240 lanzamientos del Falcon 9.
En 2016 se produjo un importante revés cuando una explosión catastrófica durante una prueba de fuego estático daño gravemente las instalaciones. Después de extensas reparaciones y mejoras, el SLC-40 volvió a estar en servicio en diciembre de 2017. Para mejorar aún más sus capacidades, en 2023 se agregaron una torre y un brazo de acceso para respaldar las misiones tripuladas de SpaceX.

## Titan
Originalmente designado Complejo de Lanzamiento 40, el SLC-40 albergo su lanzamiento inaugural para la Fuerza Aérea de los Estados Unidos en junio de 1965, un cohete Titan IIIC equipado con 2 etapas superiores transetapa para fines de prueba.
Cabe destacar que la plataforma sirvió como lugar de lanzamiento de 2 misiones interplanetarias: la fallida Mars Observer en septiembre de 1992 y la exitosa misión Cassini-Huygens a Saturno en octubre de 1997.
Durante su vida útil, el SLC-40 respaldo un total de 55 lanzamientos de Titan, incluidos 26 Titan IIIC, 8 Titan 34D, 4 Titan III comercial y 17 Titan IV. El ultimo lanzamiento de Titan desde SLC-40 fue el del satélite de reconocimiento Lacrosse-5, transportado en un Titan IV-B el 30 de abril de 2005.
Tras la conclusión de las operaciones de Titan, el complejo de lanzamiento sufrió una importante transformación. La torre se desmantelo a principios de 2008 y, más tarde ese mismo año, se llevó a cabo la demolición controlada de la estructura de servicio móvil.

## SpaceX / Falcon 9
En abril de 2007, SpaceX alquilo el SLC-40 a la Fuerza Aérea de los Estados Unidos para lanzar su cohete Falcon 9. La construcción de las instalaciones terrestres comenzó el año siguiente, incluyendo un hangar de preparación de cohetes y carga útil y nuevos tanques de combustible. Se compró a la NASA un tanque esférico de oxígeno líquido utilizado previamente en el LC-34.
El primer Falcon 9 llegó a finales de 2008, y su lanzamiento inaugural se llevó a cabo en junio de 2010 con una carga útil ficticia. En diciembre se realizó un vuelo de demostración de la nave espacial Dragon. A partir de 2012, SLC-40 se convirtió en el principal sitio de lanzamiento del vehículo de carga Dragon, proporcionando logística de ida y vuelta hacia y desde la Estación Espacial Internacional, una función que cumplía el transbordador espacial hasta su retiro en 2011.
Para acomodar el cohete más pesado Falcon 9 v1.1, la plataforma de lanzamiento se modificó en 2013. La frecuencia de lanzamiento aumento gradualmente a partir de 2014, con una combinación de misiones Dragon y satelitales.
En septiembre de 2016, durante una prueba de fuego estático, se produjo una explosión catastrófica en el SLC-40, que destruyo un cohete Falcon 9 y su carga útil, el satélite AMOS-6. El incidente causó daños importantes en la plataforma de lanzamiento. Después de una investigación y limpieza exhaustivas, las reparaciones y mejoras comenzaron a principios de 2017. El SLC-40 volvió a estar en servicio en diciembre de 2017 con el lanzamiento exitoso del CRS-13.
SpaceX había alquilado el Complejo de lanzamiento 39A (LC-39A) en el cercano Centro Espacial Kennedy a la NASA en abril de 2014, lo que permitió que los lanzamientos continuaran desde Florida durante la reconstrucción del SLC-40. En agosto de 2018, el LC-39A recibió brazos de acceso, lo que permitió cargar a tripulación en las cápsulas Crew Dragon 2 junto con los cambios de carga útil tardíos en las cápsulas Cargo Dragon 2. Debido a que el SLC-40 carecía de un brazo de acceso, las misiones Dragon se detuvieron después de que la cápsula Dragon 1 original se retirara en 2020.
En la década de 2020, SLC-40 se convertiría en la plataforma de lanzamiento "caballo de batalla" de SpaceX, albergando misiones de lanzamientos de satélites menos complejas con una frecuencia de hasta una vez por semana, completando 50 lanzamientos solo esta plataforma de lanzamiento en 2023. Mientras tanto, LC-39A se usó menos, reservándose para vuelos de tripulación y carga de Dragon, misiones Falcon Heavy y otras misiones complejas.
Para agregar flexibilidad operativa adicional y reducir la dependencia de LC-39A, a principios de 2023, SpaceX comenzó a construir un brazo de acceso en SLC-40. En febrero de 2024, SpaceX probo su nuevo sistema de escape de emergencia para futuras misiones tripuladas, que utilizan un tobogán de evacuación en lugar de las cestas de alambre deslizante utilizadas en LC-39A.
El brazo se utilizó por primera vez a principios de 2024 para acomodar la carga tardía de suministros en naves espaciales de carga. SLC-40 se utilizó para lanzar su primera misión tripulada en septiembre de 2024, SpaceX Crew-9. La misión había sido programada para utilizar LC-39A, pero se cambió a SLC-40 cuando el lanzamiento se retrasó debido a problemas con la nave espacial Boeing Starliner Calypso que estaba acoplada a la EEI. El lanzamiento de septiembre de Crew-9 estuvo preocupantemente cerca del lanzamiento de la misión Europa Clipper de la NASA, que se lanzó desde LC-39A el 14 de octubre.

## Historial de lanzamiento

### Lista de lanzamientos
A partir del 14 de agosto de 2025

#### Lanzamientos anteriores
| Fecha                    | Hora (UTC) | Tipo de cohete   | Número de serie         | Misión / Carga útil                                                                            |
| ------------------------ | ---------- | ---------------- | ----------------------- | ---------------------------------------------------------------------------------------------- |
| 18 de junio de 1965      | 14:00      | Titan III        | 3C-7                    | Transtage 5                                                                                    |
| 15 de octubre de 1965    | 17:24      | Titan III        | 3C-4                    | OV-2                                                                                           |
| 3 de noviembre de 1966   | 13:50      | Titan III        | 3C-9                    | OV-4 / Gemini B                                                                                |
| 8 de abril de 1970       | 10:50      | Titan III        | 3C-18                   | Vela 6A / Vela 6B                                                                              |
| 6 de noviembre de 1970   | 10:35      | Titan III        | 3C-19                   | IMEWS 1                                                                                        |
| 5 de mayo de 1971        | 07:43      | Titan III        | 3C-20                   | IMEWS 2                                                                                        |
| 3 de noviembre de 1971   | 03:09      | Titan III        | 3C-21                   | DSCS II F-1 / DSCS II F-2                                                                      |
| 1 de marzo de 1972       | 09:39      | Titan III        | 3C-22                   | IMEWS 3                                                                                        |
| 13 de junio de 1973      | 07:14      | Titan III        | 3C-24                   | IMEWS 4                                                                                        |
| 13 de diciembre de 1973  | 23:57      | Titan III        | 3C-26                   | DSCS II F-3 / DSCS II F-4                                                                      |
| 30 de mayo de 1974       | 13:00      | Titan III        | 3C-27                   | ATS 6                                                                                          |
| 20 de mayo de 1975       | 14:03      | Titan III        | 3C-25                   | DSCS II F-5 / DSCS II F-6                                                                      |
| 14 de diciembre de 1975  | 05:15      | Titan III        | 3C-29                   | IMEWS 5                                                                                        |
| 15 de marzo de 1975      | 01:25      | Titan III        | 3C-30                   | LES 8 / LES 9 / Solrad 11A / Solrad 11B                                                        |
| 26 de junio de 1976      | 03:00      | Titan III        | 3C-28                   | IMEWS 6                                                                                        |
| 6 de febrero de 1977     | 06:00      | Titan III        | 3C-23                   | IMEWS 7                                                                                        |
| 12 de mayo de 1977       | 14:26      | Titan III        | 3C-32                   | DSCS II F-7 / DSCS II F-8                                                                      |
| 25 de marzo de 1978      | 18:09      | Titan III        | 3C-35                   | DSCS II F-9 / DSCS II F-10                                                                     |
| 10 de junio de 1978      | 19:12      | Titan III        | 3C-33                   | Chalet 1                                                                                       |
| 14 de diciembre de 1978  | 00:43      | Titan III        | 3C-36                   | DSCS II F-11 / DSCS II F-12                                                                    |
| 10 de junio de 1979      | 13:39      | Titan III        | 3C-31                   | IMEWS 10                                                                                       |
| 1 de octubre de 1979     | 11:22      | Titan III        | 3C-34                   | Chalet 2                                                                                       |
| 21 de noviembre de 1979  | 21:36      | Titan III        | 3C-37                   | DSCS II F-13 / DSCS II F-14                                                                    |
| 16 de marzo de 1981      | 19:24      | Titan III        | 3C-40                   | IMEWS 11                                                                                       |
| 31 de octubre de 1981    | 09:22      | Titan III        | 3C-39                   | Chalet 3                                                                                       |
| 6 de marzo de 1982       | 19:25      | Titan III        | 3C-38                   | IMEWS 13                                                                                       |
| 30 de octubre de 1982    | 03:05      | Titan 34D        | 34D-1 IUS               | DSCS II F-15 / DSCS II F-16                                                                    |
| 31 de enero de 1984      | 03:08      | Titan 34D        | 34D-10 Transtage        | Chalet 4                                                                                       |
| 14 de abril de 1984      | 16:52      | Titan 34D        | 34D-11 Transtage        | DSP MOS/PIM                                                                                    |
| 22 de diciembre de 1984  | 00:02      | Titan 34D        | 34D-13 Transtage        | DSP Phase 2                                                                                    |
| 29 de noviembre de 1987  | 03:28      | Titan 34D        | 34D-8 Transtage         | DSP Phase 2                                                                                    |
| 2 de septiembre de 1988  | 12:05      | Titan 34D        | 34D-3 Transtage         | Chalet 5                                                                                       |
| 10 de mayo de 1989       | 19:47      | Titan 34D        | 34D-16 Transtage        | Chalet 6                                                                                       |
| 4 de septiembre de 1989  | 05:54      | Titan 34D        | 34D-2 Transtage         | DSCS II F-16 / DSCS II F-17                                                                    |
| 1 de enero de 1990       | 00:07      | Commercial Titan | CT-1                    | Skynet 4A / JCSAT 2                                                                            |
| 14 de marzo de 1990      | 11:52      | Commercial Titan | CT-2                    | Intelsat 6 F-3                                                                                 |
| 23 de junio de 1990      | 11:19      | Commercial Titan | CT-3                    | Intelsat 6 F-4                                                                                 |
| 25 de septiembre de 1992 | 17:05      | Commercial Titan | CT-4                    | Mars Observer                                                                                  |
| 7 de febrero de 1994     | 21:47      | Titan IV         | 401A K-10 Centaur TC-12 | Milstar 1-01                                                                                   |
| 22 de diciembre de 1994  | 22:19      | Titan IV         | 402A K-14 IUS           | DSP Block 14 F17                                                                               |
| 14 de mayo de 1995       | 13:45      | Titan IV         | 401A K-23 Centaur TC-17 | Orion 1                                                                                        |
| 6 de noviembre de 1995   | 05.15      | Titan IV         | 401A K-21 Centaur TC-13 | Milstar 2                                                                                      |
| 3 de julio de 1996       | 00:31      | Titan IV         | 405A K-2                | SDS-B4                                                                                         |
| 23 de febrero de 1997    | 20:20      | Titan IV         | 402B K-24 IUS           | DSP-1 Block 18 E18                                                                             |
| 15 de octubre de 1997    | 08:43      | Titan IV         | 401B K-33 Centaur       | Cassini-Huygens                                                                                |
| 9 de mayo de 1998        | 01:38      | Titan IV         | 401B K-25 Centaur TC-18 | Orion 2                                                                                        |
| 30 de abril de 1999      | 16:30      | Titan IV         | 401B K-26 Centaur TC-14 | Milstar 2 DFS-3                                                                                |
| 8 de mayo de 2000        | 16:01      | Titan IV         | 402B K-29 IUS           | DSP-1 Block 18 F20                                                                             |
| 27 de febrero de 2001    | 21:20      | Titan IV         | 401B K-30 Centaur TC-22 | Milstar 2 DFS-4                                                                                |
| 6 de agosto de 2001      | 07:28      | Titan IV         | 402B IUS                | DSP-1 Block 18 F21                                                                             |
| 16 de enero de 2002      | 00:30      | Titan IV         | 401B Centaur TC-19      | Milstar 2 DFS-5                                                                                |
| 8 de abril de 2003       | 13:43      | Titan IV         | 401B Centaur TC-23      | Milstar 6                                                                                      |
| 9 de septiembre de 2003  | 04:29      | Titan IV         | 401B Centaur TC-20      | NROL-19                                                                                        |
| 24 de febrero de 2004    | 18:50      | Titan IV         | 402B IUS                | DSP-1 Block 18 F22                                                                             |
| 30 de abril de 2005      | 00:50      | Titan IV         | 405B IUS                | USA 182                                                                                        |
| 4 de junio de 2010       | 18:45      | Falcon 9 v1.0    | F9-1                    | Dragon Spacecraft Qualification Unit                                                           |
| 8 de diciembre de 2010   | 05:43      | Falcon 9 v1.0    | F9-2                    | Dragon COTS-1                                                                                  |
| 22 de mayo de 2012       | 07:44      | Falcon 9 v1.0    | F9-3                    | Dragon COTS-2                                                                                  |
| 8 de octubre de 2012     | 00:35      | Falcon 9 v1.0    | F9-4                    | Dragon CRS-1                                                                                   |
| 1 de marzo de 2013       | 15:10      | Falcon 9 v1.0    | F9-5                    | Dragon CRS-2                                                                                   |
| 3 de diciembre de 2013   | 22:41      | Falcon 9 v1.1    | F9-7                    | SES-8                                                                                          |
| 6 de enero de 2014       | 22:06      | Falcon 9 v1.1    | F9-8                    | Thaicom 6                                                                                      |
| 18 de abril de 2014      | 19:25      | Falcon 9 v1.1    | F9-9                    | Dragon CRS-3                                                                                   |
| 14 de julio de 2014      | 15:15      | Falcon 9 v1.1    | F9-10                   | 6 satélites de telecomunicaciones para Orbcomm                                                 |
| 5 de agosto de 2014      | 08:00      | Falcon 9 v1.1    | F9-11                   | AsiaSat-8                                                                                      |
| 7 de septiembre de 2014  | 05:00      | Falcon 9 v1.1    | F9-12                   | AsiaSat 6                                                                                      |
| 21 de septiembre de 2014 | 05:52      | Falcon 9 v1.1    | F9-13                   | Dragon CRS-4                                                                                   |
| 10 de enero de 2015      | 09:47      | Falcon 9 v1.1    | F9-14                   | Dragon CRS-5                                                                                   |
| 11 de febrero de 2015    | 23:03      | Falcon 9 v1.1    | F9-15                   | DSCOVR                                                                                         |
| 2 de marzo de 2015       | 03:50      | Falcon 9 v1.1    | F9-16                   | Eutelsat 115 West B, ABS 3A                                                                    |
| 14 de abril de 2015      | 20:10      | Falcon 9 v1.1    | F9-17                   | Dragon CRS-6                                                                                   |
| 27 de abril de 2015      | 23:03      | Falcon 9 v1.1    | F9-18                   | TurkenAlem52E / MonacoSat 1                                                                    |
| 28 de junio de 2015      | 14:21      | Falcon 9 v1.1    | F9-19                   | Dragon CRS-7 con IDA-1                                                                         |
| 22 de diciembre de 2015  | 01:29      | Falcon 9 FT      | F9-20                   | 11 satélites de telecomunicaciones para Orbcomm                                                |
| 4 de marzo de 2016       | 23:35      | Falcon 9 FT      | F9-22                   | Satélite de comunicaciones SES 9                                                               |
| 8 de abril de 2016       | 20:43      | Falcon 9 FT      | F9-23                   | Dragon CRS-8 con el módulo inflable EEI BEAM en su sección de carga sin presión en el maletero |
| 6 de mayo de 2016        | 05:21      | Falcon 9 FT      | F9-24                   | Satélite de comunicaciones japonés JCSAT-14                                                    |
| 27 de mayo de 2016       | 21:39      | Falcon 9 FT      | F9-25                   | Satélite de comunicaciones Thaicom 8                                                           |
| 15 de junio de 2016      | 14:29      | Falcon 9 FT      | F9-26                   | Satélite de comunicaciones Eutelsat 117 West B y ABS 2A                                        |
| 18 de julio de 2016      | 04:45      | Falcon 9 FT      | F9-27                   | Dragon CRS-9 con IDA-2                                                                         |
| 14 de agosto de 2016     | 05:26      | Falcon 9 FT      | F9-28                   | Satélite de comunicaciones japonés JCSAT-16                                                    |
| 15 de diciembre de 2017  | 15:36      | Falcon 9 FT      | F9-45                   | Dragon CRS-13                                                                                  |
| 8 de enero de 2018       | 01:00      | Falcon 9 B4      | F9-47                   | Zuma                                                                                           |
| 31 de enero de 2018      | 21:25      | Falcon 9 FT      | F9-48                   | GovSat-1                                                                                       |
| 6 de marzo de 2018       | 05:33      | Falcon 9 B4      | F9-50                   | Hispasat 30W-6                                                                                 |
| 2 de abril de 2018       | 20:30      | Falcon 9 B4      | F9-52                   | Dragon CRS-14                                                                                  |
| 18 de abril de 2018      | 22:51      | Falcon 9 B4      | F9-53                   | TESS                                                                                           |
| 4 de junio de 2018       | 04:45      | Falcon 9 B4      | F9-56                   | SES-12                                                                                         |
| 29 de junio de 2018      | 09:42      | Falcon 9 B4      | F9-57                   | Dragon CRS-15                                                                                  |
| 22 de julio de 2018      | 05:50      | Falcon 9 B5      | F9-58                   | Telstar 19V                                                                                    |
| 7 de agosto de 2018      | 05:18      | Falcon 9 B5      | F9-60                   | Telkom-4 (Merah Putih)                                                                         |
| 10 de septiembre de 2018 | 04:45      | Falcon 9 B5      | F9-61                   | Telstar 18V                                                                                    |
| 5 de diciembre de 2018   | 18:16      | Falcon 9 B5      | F9-65                   | Dragon CRS-16                                                                                  |
| 23 de diciembre de 2018  | 13:51      | Falcon 9 B5      | F9-66                   | GPS III SV01                                                                                   |
| 22 de febrero de 2019    | 01:45      | Falcon 9 B5      | F9-68                   | Nasantara Satu / S5 (Smallsat) / Beresheet                                                     |
| 4 de mayo de 2019        | 06:48      | Falcon 9 B5      | F9-70                   | Dragon CRS-17                                                                                  |
| 24 de mayo de 2019       | 02:30      | Falcon 9 B5      | F9-71                   | Starlink 1                                                                                     |
| 25 de julio de 2019      | 22:02      | Falcon 9 B5      | F9-73                   | Dragon CRS-18                                                                                  |
| 6 de agosto de 2019      | 23:23      | Falcon 9 B5      | F9-74                   | AMOS 17                                                                                        |
| 11 de noviembre de 2019  | 14:56      | Falcon 9 B5      | F9-75                   | Starlink 1 (v1.0)                                                                              |
| 5 de diciembre de 2019   | 17:29      | Falcon 9 B5      | F9-76                   | Dragon CRS-19                                                                                  |
| 17 de diciembre de 2019  | 00:10      | Falcon 9 B5      | F9-77                   | JCSAT-18 / Kacific 1                                                                           |
| 7 de enero de 2020       | 02:19      | Falcon 9 B5      | F9-78                   | Starlink 2 (v1.0)                                                                              |
| 29 de enero de 2020      | 14:06      | Falcon 9 B5      | F9-80                   | Starlink 3 (v1.0)                                                                              |
| 17 de febrero de 2020    | 15:05      | Falcon 9 B5      | F9-81                   | Starlink 4 (v1.0)                                                                              |
| 7 de marzo de 2020       | 04:50      | Falcon 9 B5      | F9-82                   | Dragon CRS-20                                                                                  |
| 4 de junio de 2020       | 01:25      | Falcon 9 B5      | F9-86                   | Starlink 7 (v1.0)                                                                              |
| 13 de junio de 2020      | 09:21      | Falcon 9 B5      | F9-87                   | Starlink 8 (v1.0) / SkySat 16-18                                                               |
| 30 de junio de 2020      | 20:10      | Falcon 9 B5      | F9-88                   | GPS IIIA-03                                                                                    |
| 20 de julio de 2020      | 21:30      | Falcon 9 B5      | F9-89                   | Anasis-II                                                                                      |
| 18 de agosto de 2020     | 14:31      | Falcon 9 B5      | F9-91                   | Starlink 10 (v1.0) / SkySat 19-21                                                              |
| 30 de agosto de 2020     | 23:19      | Falcon 9 B5      | F9-92                   | SAOCOM 1B / GNOMES 1 / Tyvak 0172                                                              |
| 24 de octubre de 2020    | 15:31      | Falcon 9 B5      | F9-96                   | Starlink 14 (v1.0)                                                                             |
| 5 de noviembre de 2020   | 23:24      | Falcon 9 B5      | F9-97                   | GPS IIA-4                                                                                      |
| 25 de noviembre de 2020  | 02:13      | Falcon 9 B5      | F9-100                  | Starlink 15 (v1.0)                                                                             |
| 13 de diciembre de 2020  | 17:30      | Falcon 9 B5      | F9-102                  | SXM-7                                                                                          |
| 8 de enero de 2021       | 02:15      | Falcon 9 B5      | F9-104                  | Turksat 5A                                                                                     |
| 24 de enero de 2021      | 15:00      | Falcon 9 B5      | F9-106                  | Transporter-1                                                                                  |
| 4 de febrero de 2021     | 06:19      | Falcon 9 B5      | F9-107                  | Starlink V1.0-L18                                                                              |
| 15 de febrero de 2021    | 03:59      | Falcon 9 B5      | F9-108                  | Starlink V1.0-L19                                                                              |
| 11 de marzo de 2021      | 08:13      | Falcon 9 B5      | F9-110                  | Starlink V1.0-L20                                                                              |
| 24 de marzo de 2021      | 08:28      | Falcon 9 B5      | F9-112                  | Starlink V1.0-L22                                                                              |
| 7 de abril de 2021       | 16:34      | Falcon 9 B5      | F9-113                  | Starlink V1.0-L23                                                                              |
| 29 de abril de 2021      | 03:44      | Falcon 9 B5      | F9-115                  | Starlink V1.0-L24                                                                              |
| 9 de mayo de 2021        | 07:42      | Falcon 9 B5      | F9-117                  | Starlink V1.0-L27                                                                              |
| 26 de mayo de 2021       | 18:59      | Falcon 9 B5      | F9-119                  | Starlink V1.0-L28                                                                              |
| 6 de junio de 2021       | 04:26      | Falcon 9 B5      | F9-121                  | SXM-8                                                                                          |
| 17 de junio de 2021      | 16:09      | Falcon 9 B5      | F9-122                  | GPS IIIA-05                                                                                    |
| 30 de junio de 2021      | 19.31      | Falcon 9 B5      | F9-123                  | Transporter-2                                                                                  |
| 13 de noviembre de 2021  | 12:19      | Falcon 9 B5      | F9-128                  | Starlink Group 4-1                                                                             |
| 2 de diciembre de 2021   | 23:12      | Falcon 9 B5      | F9-130                  | Starlink Group 4-3                                                                             |
| 19 de diciembre de 2021  | 03:58      | Falcon 9 B5      | F9-133                  | Turksat 5B                                                                                     |
| 13 de enero de 2022      | 15:25      | Falcon 9 B5      | F9-135                  | Transporter-3                                                                                  |
| 31 de enero de 2022      | 23:11      | Falcon 9 B5      | F9-138                  | CSG-2                                                                                          |
| 21 de febrero de 2022    | 14:44      | Falcon 9 B5      | F9-141                  | Starlink Group 4-8                                                                             |
| 9 de marzo de 2022       | 13:45      | Falcon 9 B5      | F9-144                  | Starlink Group 4-10                                                                            |
| 19 de marzo de 2022      | 04:22      | Falcon 9 B5      | F9-145                  | Starlink Group 4-12                                                                            |
| 1 de abril de 2022       | 12:47      | Falcon 9 B5      | F9-146                  | Transporter-4                                                                                  |
| 21 de abril de 2022      | 17:51      | Falcon 9 B5      | F9-149                  | Starlink Group 4-14                                                                            |
| 29 de abril de 2022      | 21:27      | Falcon 9 B5      | F9-151                  | Starlink Group 4-16                                                                            |
| 14 de mayo de 2022       | 20:40      | Falcon 9 B5      | F9-154                  | Starlink Group 4-15                                                                            |
| 25 de mayo de 2022       | 18:35      | Falcon 9 B5      | F9-156                  | Transporter-5                                                                                  |
| 8 de junio de 2022       | 21:04      | Falcon 9 B5      | F9-157                  | Nilesat-301                                                                                    |
| 19 de junio de 2022      | 04:27      | Falcon 9 B5      | F9-160                  | Globalstar FM15                                                                                |
| 29 de junio de 2022      | 21:04      | Falcon 9 B5      | F9-161                  | SES-22                                                                                         |
| 7 de julio de 2022       | 13:11      | Falcon 9 B5      | F9-162                  | Starlink Group 4-21                                                                            |
| 17 de julio de 2022      | 14:20      | Falcon 9 B5      | F9-165                  | Starlink Group 4-22                                                                            |
| 4 de agosto de 2022      | 23:08      | Falcon 9 B5      | F9-168                  | KPLO                                                                                           |
| 19 de agosto de 2022     | 19:21      | Falcon 9 B5      | F9-171                  | Starlink Group 4-27                                                                            |
| 28 de agosto de 2022     | 03:41      | Falcon 9 B5      | F9-172                  | Starlink Group 4-23                                                                            |
| 5 de septiembre de 2022  | 02:09      | Falcon 9 B5      | F9-174                  | Starlink Group 4-20                                                                            |
| 19 de septiembre de 2022 | 00:18      | Falcon 9 B5      | F9-176                  | Starlink Group 4-34                                                                            |
| 24 de septiembre de 2022 | 23:32      | Falcon 9 B5      | F9-177                  | Starlink Group 4-35                                                                            |
| 8 de octubre de 2022     | 23:05      | Falcon 9 B5      | F9-180                  | Galaxy 33 & 34                                                                                 |
| 15 de octubre de 2022    | 05:22      | Falcon 9 B5      | F9-181                  | Hotbird 13F                                                                                    |
| 20 de octubre de 2022    | 14:50      | Falcon 9 B5      | F9-182                  | Starlink Group 4-36                                                                            |
| 3 de noviembre de 2022   | 05:22      | Falcon 9 B5      | F9-184                  | Hotbird 13G                                                                                    |
| 12 de noviembre de 2022  | 16:06      | Falcon 9 B5      | F9-185                  | Galaxy 31 & 32                                                                                 |
| 23 de noviembre de 2022  | 02:57      | Falcon 9 B5      | F9-186                  | Eutelsat 10B                                                                                   |
| 11 de diciembre de 2022  | 07:38      | Falcon 9 B5      | F9-189                  | Hakuto-R Mission 1                                                                             |
| 16 de diciembre de 2022  | 22:48      | Falcon 9 B5      | F9-191                  | O3b mPOWER 1 & 2                                                                               |
| 28 de diciembre de 2022  | 09:34      | Falcon 9 B5      | F9-193                  | Starlink Group 5-1                                                                             |
| 3 de enero de 2023       | 14:56      | Falcon 9 B5      | F9-195                  | Transporter-6                                                                                  |
| 10 de enero de 2023      | 04:50      | Falcon 9 B5      | F9-196                  | OneWeb L16                                                                                     |
| 18 de enero de 2023      | 12:24      | Falcon 9 B5      | F9-197                  | GPS III-06                                                                                     |
| 26 de enero de 2023      | 09:32      | Falcon 9 B5      | F9-199                  | Starlink Group 5-2                                                                             |
| 7 de febrero de 2023     | 01:32      | Falcon 9 B5      | F9-202                  | Amazonas Nexus                                                                                 |
| 12 de febrero de 2023    | 05:10      | Falcon 9 B5      | F9-203                  | Starlink Group 5-4                                                                             |
| 18 de febrero de 2023    | 03:59      | Falcon 9 B5      | F9-205                  | Inmarsat-6 F2                                                                                  |
| 27 de febrero de 2023    | 23:13      | Falcon 9 B5      | F9-206                  | Starlink Group 6-1                                                                             |
| 9 de marzo de 2023       | 19:13      | Falcon 9 B5      | F9-209                  | OneWeb L17                                                                                     |
| 17 de marzo de 2023      | 23:38      | Falcon 9 B5      | F9-212                  | SES-18 & SES-19                                                                                |
| 24 de marzo de 2023      | 15:43      | Falcon 9 B5      | F9-213                  | Starlink Group 5-5                                                                             |
| 29 de marzo de 2023      | 20:01      | Falcon 9 B5      | F9-214                  | Starlink Group 5-10                                                                            |
| 7 de abril de 2023       | 04:30      | Falcon 9 B5      | F9-216                  | Intelsat 40e/TEMPO                                                                             |
| 19 de abril de 2023      | 14:31      | Falcon 9 B5      | F9-218                  | Starlink Group 6-2                                                                             |
| 28 de abril de 2023      | 22:12      | Falcon 9 B5      | F9-220                  | O3b mPOWER 3 & 4                                                                               |
| 4 de mayo de 2023        | 07:31      | Falcon 9 B5      | F9-221                  | Starlink Group 5-6                                                                             |
| 14 de mayo de 2023       | 05:03      | Falcon 9 B5      | F9-223                  | Starlink Group 5-9                                                                             |
| 19 de mayo de 2023       | 06:19      | Falcon 9 B5      | F9-224                  | Starlink Group 6-3                                                                             |
| 27 de mayo de 2023       | 04:30      | Falcon 9 B5      | F9-227                  | Arabsat 7B (Badr 8)                                                                            |
| 4 de junio de 2023       | 12:20      | Falcon 9 B5      | F9-229                  | Starlink Group 6-4                                                                             |
| 12 de junio de 2023      | 07:12      | Falcon 9 B5      | F9-231                  | Starlink Group 5-11                                                                            |
| 18 de junio de 2023      | 22:21      | Falcon 9 B5      | F9-233                  | Satria                                                                                         |
| 23 de junio de 2023      | 15:35      | Falcon 9 B5      | F9-235                  | Starlink Group 5-12                                                                            |
| 1 de julio de 2023       | 15:12      | Falcon 9 B5      | F9-236                  | Euclid                                                                                         |
| 10 de julio de 2023      | 03:58      | Falcon 9 B5      | F9-238                  | Starlink Group 6-5                                                                             |
| 16 de julio de 2023      | 03:50      | Falcon 9 B5      | F9-239                  | Starlink Group 5-15                                                                            |
| 24 de julio de 2023      | 00:50      | Falcon 9 B5      | F9-241                  | Starlink Group 6-6                                                                             |
| 28 de julio de 2023      | 04:01      | Falcon 9 B5      | F9-242                  | Starlink Group 6-7                                                                             |
| 3 de agosto de 2023      | 05:00      | Falcon 9 B5      | F9-243                  | Galaxy 37                                                                                      |
| 7 de agosto de 2023      | 02:41      | Falcon 9 B5      | F9-244                  | Starlink Group 6-8                                                                             |
| 11 de agosto de 2023     | 05:17      | Falcon 9 B5      | F9-246                  | Starlink Group 6-9                                                                             |
| 17 de agosto de 2023     | 03:36      | Falcon 9 B5      | F9-247                  | Starlink Group 6-10                                                                            |
| 27 de agosto de 2023     | 01:05      | Falcon 9 B5      | F9-250                  | Starlink Group 6-11                                                                            |
| 1 de septiembre de 2023  | 02:21      | Falcon 9 B5      | F9-251                  | Starlink Group 6-13                                                                            |
| 9 de septiembre de 2023  | 03:12      | Falcon 9 B5      | F9-254                  | Starlink Group 6-14                                                                            |
| 16 de septiembre de 2023 | 03:38      | Falcon 9 B5      | F9-256                  | Starlink Group 6-16                                                                            |
| 20 de septiembre de 2023 | 03:38      | Falcon 9 B5      | F9-257                  | Starlink Group 6-17                                                                            |
| 24 de septiembre de 2023 | 03:38      | Falcon 9 B5      | F9-258                  | Starlink Group 6-18                                                                            |
| 30 de septiembre de 2023 | 02:00      | Falcon 9 B5      | F9-260                  | Starlink Group 6-19                                                                            |
| 5 de octubre de 2023     | 05:36      | Falcon 9 B5      | F9-261                  | Starlink Group 6-21                                                                            |
| 13 de octubre de 2023    | 23:01      | Falcon 9 B5      | F9-263                  | Starlink Group 6-22                                                                            |
| 18 de octubre de 2023    | 00:39      | Falcon 9 B5      | F9-264                  | Starlink Group 6-23                                                                            |
| 22 de octubre de 2023    | 02:17      | Falcon 9 B5      | F9-266                  | Starlink Group 6-24                                                                            |
| 30 de octubre de 2023    | 23:20      | Falcon 9 B5      | F9-268                  | Starlink Group 6-25                                                                            |
| 4 de noviembre de 2023   | 00:37      | Falcon 9 B5      | F9-269                  | Starlink Group 6-26                                                                            |
| 8 de noviembre de 2023   | 05:05      | Falcon 9 B5      | F9-270                  | Starlink Group 6-27                                                                            |
| 12 de noviembre de 2023  | 21:08      | Falcon 9 B5      | F9-273                  | O3b mPOWER 5 & 6                                                                               |
| 18 de noviembre de 2023  | 05:05      | Falcon 9 B5      | F9-274                  | Starlink Group 6-28                                                                            |
| 22 de noviembre de 2023  | 07:47      | Falcon 9 B5      | F9-276                  | Starlink Group 6-29                                                                            |
| 28 de noviembre de 2023  | 04:20      | Falcon 9 B5      | F9-277                  | Starlink Group 6-30                                                                            |
| 3 de diciembre de 2023   | 04:00      | Falcon 9 B5      | F9-279                  | Starlink Group 6-31                                                                            |
| 7 de diciembre de 2023   | 05:07      | Falcon 9 B5      | F9-280                  | Starlink Group 6-33                                                                            |
| 19 de diciembre de 2023  | 04:01      | Falcon 9 B5      | F9-282                  | Starlink Group 6-34                                                                            |
| 23 de diciembre de 2023  | 05:33      | Falcon 9 B5      | F9-283                  | Starlink Group 6-32                                                                            |
| 29 de diciembre de 2023  | 04:01      | Falcon 9 B5      | F9-285                  | Starlink Group 6-36                                                                            |
| 3 de enero de 2024       | 23:04      | Falcon 9 B5      | F9-287                  | Ozvon-3                                                                                        |
| 7 de enero de 2024       | 22:35      | Falcon 9 B5      | F9-288                  | Starlink Group 6-35                                                                            |
| 15 de enero de 2024      | 01:52      | Falcon 9 B5      | F9-290                  | Starlink Group 6-37                                                                            |
| 30 de enero de 2024      | 17:07      | Falcon 9 B5      | F9-295                  | Cygnus NG-20                                                                                   |
| 8 de febrero de 2024     | 06:33      | Falcon 9 B5      | F9-296                  | PACE                                                                                           |
| 14 de febrero de 2024    | 22:30      | Falcon 9 B5      | F9-298                  | USSF-124                                                                                       |
| 20 de febrero de 2024    | 20:11      | Falcon 9 B5      | F9-301                  | HTS-113BT (Merah Putih 2)                                                                      |
| 25 de febrero de 2024    | 22:06      | Falcon 9 B5      | F9-303                  | Starlink Group 6-39                                                                            |
| 29 de febrero de 2024    | 15:30      | Falcon 9 B5      | F9-304                  | Starlink Group 6-40                                                                            |
| 4 de marzo de 2024       | 23:56      | Falcon 9 B5      | F9-307                  | Starlink Group 6-41                                                                            |
| 10 de marzo de 2024      | 23:05      | Falcon 9 B5      | F9-308                  | Starlink Group 6-43                                                                            |
| 21 de marzo de 2024      | 20:55      | Falcon 9 B5      | F9-312                  | SpaceX CRS-30                                                                                  |
| 25 de marzo de 2024      | 23:42      | Falcon 9 B5      | F9-314                  | Starlink Group 6-46                                                                            |
| 31 de marzo de 2024      | 01:30      | Falcon 9 B5      | F9-316                  | Starlink Group 6-45                                                                            |
| 5 de abril de 2024       | 09:12      | Falcon 9 B5      | F9-318                  | Starlink Group 6-47                                                                            |
| 10 de abril de 2024      | 05:40      | Falcon 9 B5      | F9-321                  | Starlink Group 6-48                                                                            |
| 13 de abril de 2024      | 01:40      | Falcon 9 B5      | F9-323                  | Starlink Group 6-49                                                                            |
| 18 de abril de 2024      | 22:40      | Falcon 9 B5      | F9-325                  | Starlink Group 6-52                                                                            |
| 23 de abril de 2024      | 22:17      | Falcon 9 B5      | F9-326                  | Starlink Group 6-53                                                                            |
| 28 de abril de 2024      | 22:08      | Falcon 9 B5      | F9-328                  | Starlink Group 6-54                                                                            |
| 3 de mayo de 2024        | 02:37      | Falcon 9 B5      | F9-330                  | Starlink Group 6-55                                                                            |
| 6 de mayo de 2024        | 18:14      | Falcon 9 B5      | F9-331                  | Starlink Group 6-57                                                                            |
| 13 de mayo de 2024       | 00:53      | Falcon 9 B5      | F9-334                  | Starlink Group 6-58                                                                            |
| 18 de mayo de 2024       | 00:32      | Falcon 9 B5      | F9-336                  | Starlink Group 6-59                                                                            |
| 23 de mayo de 2024       | 02:35      | Falcon 9 B5      | F9-338                  | Starlink Group 6-62                                                                            |
| 28 de mayo de 2024       | 14:24      | Falcon 9 B5      | F9-340                  | Starlink Group 6-60                                                                            |
| 1 de junio de 2024       | 02:37      | Falcon 9 B5      | F9-342                  | Starlink Group 6-64                                                                            |
| 5 de junio de 2024       | 02:16      | Falcon 9 B5      | F9-343                  | Starlink Group 8-5                                                                             |
| 8 de junio de 2024       | 01:56      | Falcon 9 B5      | F9-344                  | Starlink Group 10-1                                                                            |
| 20 de junio de 2024      | 21:35      | Falcon 9 B5      | F9-347                  | Astra 1P/SES-24                                                                                |
| 23 de junio de 2024      | 17:15      | Falcon 9 B5      | F9-348                  | Starlink Group 10-2                                                                            |
| 27 de junio de 2024      | 11:14      | Falcon 9 B5      | F9-350                  | Starlink Group 10-3                                                                            |
| 3 de julio de 2024       | 08:55      | Falcon 9 B5      | F9-352                  | Starlink Group 8-9                                                                             |
| 8 de julio de 2024       | 23:30      | Falcon 9 B5      | F9-353                  | Turksat 6A                                                                                     |
| 28 de julio de 2024      | 05:09      | Falcon 9 B5      | F9-356                  | Starlink Group 10-4                                                                            |
| 4 de agosto de 2024      | 15:02      | Falcon 9 B5      | F9-360                  | Cygnus NG-21                                                                                   |
| 10 de agosto de 2024     | 12:50      | Falcon 9 B5      | F9-361                  | Starlink Group 8-3                                                                             |
| 15 de agosto de 2024     | 13:00      | Falcon 9 B5      | F9-364                  | WorldView Legion 3-4                                                                           |
| 20 de agosto de 2024     | 13:20      | Falcon 9 B5      | F9-366                  | Starlink Group 10-5                                                                            |
| 28 de agosto de 2024     | 07:48      | Falcon 9 B5      | F9-367                  | Starlink Group 8-6                                                                             |
| 31 de agosto de 2024     | 07:43      | Falcon 9 B5      | F9-368                  | Starlink Group 8-10                                                                            |
| 5 de septiembre de 2024  | 15:33      | Falcon 9 B5      | F9-370                  | Starlink Group 8-11                                                                            |
| 12 de septiembre de 2024 | 08:52      | Falcon 9 B5      | F9-373                  | BlueBird Block 1 #1-5                                                                          |
| 17 de septiembre de 2024 | 22:50      | Falcon 9 B5      | F9-375                  | Galileo L13 (FM26 & FM32)                                                                      |
| 28 de septiembre de 2024 | 17:17      | Falcon 9 B5      | F9-378                  | SpaceX Crew-9                                                                                  |
| 7 de octubre de 2024     | 14:52      | Falcon 9 B5      | F9-379                  | Hera                                                                                           |
| 15 de octubre de 2024    | 06:10      | Falcon 9 B5      | F9-380                  | Starlink Group 10-10                                                                           |
| 18 de octubre de 2024    | 23:31      | Falcon 9 B5      | F9-382                  | Starlink Group 8-19                                                                            |
| 23 de octubre de 2024    | 21:49      | Falcon 9 B5      | F9-384                  | Starlink Group 6-61                                                                            |
| 26 de octubre de 2024    | 21:47      | Falcon 9 B5      | F9-386                  | Starlink Group 10-8                                                                            |
| 30 de octubre de 2024    | 21:10      | Falcon 9 B5      | F9-388                  | Starlink Group 10-13                                                                           |
| 7 de noviembre de 2024   | 20:19      | Falcon 9 B5      | F9-390                  | Starlink Group 6-77                                                                            |
| 11 de noviembre de 2024  | 21:28      | Falcon 9 B5      | F9-393                  | Starlink Group 6-69                                                                            |
| 14 de noviembre de 2024  | 13:21      | Falcon 9 B5      | F9-395                  | Starlink Group 6-68                                                                            |
| 18 de noviembre de 2024  | 18:31      | Falcon 9 B5      | F9-398                  | GSAT-20 (GSAT-N2)                                                                              |
| 21 de noviembre de 2024  | 16:07      | Falcon 9 B5      | F9-399                  | Starlink Group 6-66                                                                            |
| 25 de noviembre de 2024  | 10:02      | Falcon 9 B5      | F9-401                  | Starlink Group 12-1                                                                            |
| 30 de noviembre de 2024  | 05:02      | Falcon 9 B5      | F9-403                  | Starlink Group 6-65                                                                            |
| 4 de diciembre de 2024   | 10:13      | Falcon 9 B5      | F9-405                  | Starlink Group 6-70                                                                            |
| 8 de diciembre de 2024   | 05:12      | Falcon 9 B5      | F9-408                  | Starlink Group 12-5                                                                            |
| 17 de diciembre de 2024  | 00:52      | Falcon 9 B5      | F9-410                  | GPS III-7 (RRT-1)                                                                              |
| 29 de diciembre de 2024  | 05:00      | Falcon 9 B5      | F9-416                  | Astranis: From One to Many                                                                     |
| 4 de enero de 2025       | 01:27      | Falcon 9 B5      | F9-418                  | Thuraya 4-NGS                                                                                  |
| 6 de enero de 2025       | 20:43      | Falcon 9 B5      | F9-419                  | Starlink Group 6-71                                                                            |
| 10 de enero de 2025      | 19:11      | Falcon 9 B5      | F9-422                  | Starlink Group 12-12                                                                           |
| 13 de enero de 2025      | 16:47      | Falcon 9 B5      | F9-423                  | Starlink Group 12-4                                                                            |
| 27 de enero de 2025      | 22:05      | Falcon 9 B5      | F9-429                  | Starlink Group 12-7                                                                            |
| 4 de febrero de 2025     | 10:15      | Falcon 9 B5      | F9-432                  | Starlink Group 12-3                                                                            |
| 8 de febrero de 2025     | 19:18      | Falcon 9 B5      | F9-434                  | Starlink Group 12-9                                                                            |
| 11 de febrero de 2025    | 18.53      | Falcon 9 B5      | F9-436                  | Starlink Group 12-18                                                                           |
| 15 de febrero de 2025    | 06:14      | Falcon 9 B5      | F9-437                  | Starlink Group 12-8                                                                            |
| 18 de febrero de 2025    | 23:21      | Falcon 9 B5      | F9-438                  | Starlink Group 10-12                                                                           |
| 21 de febrero de 2025    | 15:19      | Falcon 9 B5      | F9-439                  | Starlink Group 12-14                                                                           |
| 27 de febrero de 2025    | 03:34      | Falcon 9 B5      | F9-442                  | Starlink Group 12-13                                                                           |
| 3 de marzo de 2025       | 02:24      | Falcon 9 B5      | F9-443                  | Starlink Group 12-20                                                                           |
| 13 de marzo de 2025      | 02:35      | Falcon 9 B5      | F9-445                  | Starlink Group 12-21                                                                           |
| 15 de marzo de 2025      | 11:35      | Falcon 9 B5      | F9-448                  | Starlink Group 12-16                                                                           |
| 18 de marzo de 2025      | 19:57      | Falcon 9 B5      | F9-449                  | Starlink Group 12-25                                                                           |
| 24 de marzo de 2025      | 17:48      | Falcon 9 B5      | F9-451                  | NROL-69                                                                                        |
| 31 de marzo de 2025      | 19:52      | Falcon 9 B5      | F9-453                  | Starlink Group 6-80                                                                            |
| 6 de abril de 2025       | 03:07      | Falcon 9 B5      | F9-456                  | Starlink Group 6-72                                                                            |
| 14 de abril de 2025      | 04:00      | Falcon 9 B5      | F9-460                  | Starlink Group 6-73                                                                            |
| 22 de abril de 2025      | 00:48      | Falcon 9 B5      | F9-463                  | Bandwagon-3                                                                                    |
| 25 de abril de 2025      | 01:52      | Falcon 9 B5      | F9-464                  | Starlink Group 6-74                                                                            |
| 28 de abril de 2025      | 02:09      | Falcon 9 B5      | F9-465                  | Starlink Group 12-23                                                                           |
| 2 de mayo de 2025        | 01:51      | Falcon 9 B5      | F9-468                  | Starlink Group 6-75                                                                            |
| 7 de mayo de 2025        | 01:17      | Falcon 9 B5      | F9-470                  | Starlink Group 6-93                                                                            |
| 10 de mayo de 2025       | 06:28      | Falcon 9 B5      | F9-472                  | Starlink Group 6-91                                                                            |
| 14 de mayo de 2025       | 16:38      | Falcon 9 B5      | F9-475                  | Starlink Group 6-67                                                                            |
| 21 de mayo de 2025       | 03:19      | Falcon 9 B5      | F9-477                  | Starlink Group 12-15                                                                           |
| 24 de mayo de 2025       | 17:19      | Falcon 9 B5      | F9-479                  | Starlink Group 12-22                                                                           |
| 30 de mayo de 2025       | 17:37      | Falcon 9 B5      | F9-482                  | GPS III-8                                                                                      |
| 3 de junio de 2025       | 04:43      | Falcon 9 B5      | F9-484                  | Starlink Group 12-19                                                                           |
| 7 de junio de 2025       | 04:54      | Falcon 9 B5      | F9-486                  | SXM-10                                                                                         |
| 10 de junio de 2025      | 13:05      | Falcon 9 B5      | F9-488                  | Starlink Group 12-24                                                                           |
| 13 de junio de 2025      | 15:29      | Falcon 9 B5      | F9-490                  | Starlink Group 12-26                                                                           |
| 18 de junio de 2025      | 05:55      | Falcon 9 B5      | F9-492                  | Starlink Group 10-18                                                                           |
| 23 de junio de 2025      | 05:58      | Falcon 9 B5      | F9-493                  | Starlink Group 10-23                                                                           |
| 25 de junio de 2025      | 19:54      | Falcon 9 B5      | F9-496                  | Starlink Group 10-16                                                                           |
| 28 de junio de 2025      | 04:26      | Falcon 9 B5      | F9-497                  | Starlink Group 10-34                                                                           |
| 2 de julio de 2025       | 06:28      | Falcon 9 B5      | F9-500                  | Starlink Group 10-25                                                                           |
| 8 de julio de 2025       | 08:21      | Falcon 9 B5      | F9-501                  | Starlink Group 10-28                                                                           |
| 13 de julio de 2025      | 05:04      | Falcon 9 B5      | F9-502                  | Dror-1 "Commercial GTO 1"                                                                      |
| 16 de julio de 2025      | 06:30      | Falcon 9 B5      | F9-504                  | KuiperSat (KF-01)                                                                              |
| 22 de julio de 2025      | 21:12      | Falcon 9 B5      | F9-506                  | O3b mPOWER 9 & 10                                                                              |
| 26 de julio de 2025      | 09:01      | Falcon 9 B5      | F9-508                  | Starlink Group 10-26                                                                           |
| 30 de julio de 2025      | 03:37      | Falcon 9 B5      | F9-510                  | Starlink Group 10-29                                                                           |
| 4 de agosto de 2025      | 07:57      | Falcon 9 B5      | F9-513                  | Starlink Group 10-30                                                                           |
| 11 de agosto de 2025     | 12:35      | Falcon 9 B5      | F9-514                  | KuiperSat (KF-02)                                                                              |
| 14 de agosto de 2025     | 12:29      | Falcon 9 B5      | F9-516                  | Starlink Group 10-20                                                                           |

#### Próximos lanzamientos
| Fecha                | Tipo de cohete | Misión / Carga útil  |
| -------------------- | -------------- | -------------------- |
| 21 de agosto de 2025 | Falcon 9 B5    | SpaceX CRS-33        |
| 26 de agosto de 2025 | Falcon 9 B5    | Starlink Group 10-11 |